# بخش مرکزی شهرستان شاهین‌شهر
بخش مرکزی، یکی از بخش‌های شهرستان شاهین‌شهر در استان اصفهان ایران است. مرکز این بخش، شهر شاهین‌شهر است.

## تقسیمات کشوری
- بخش مرکزی شهرستان شاهین‌شهر نام بخشدار: رسول صالح 
  - دهستان مورچه خورت
  - دهستان برخوار غربی

شهرها: شاهین‌شهر، گزبرخوار و گرگاب

## جمعیت
بر پایه سرشماری عمومی نفوس و مسکن در سال ۱۳۹۵، جمعیت بخش مرکزی شهرستان شاهین‌شهر برابر با ۲۱۱٬۶۰۶ نفر بوده است.